# Jack's Mannequin
Jack's Mannequin est un groupe de rock alternatif américain, originaire du comté d'Orange en Californie. Il est formé en 2004 sous l'impulsion du chanteur/compositeur Andrew McMahon. Le groupe fait une apparition dans la série Les Frères Scott lors de l'épisode 8 et 15 de la saison 3 avec leur tube The Mixed Tape.
Le groupe signe chez Maverick Records et publie Everything in Transit en août 2005, atteignant la 37e place du Billboard 200. The Glass Passenger est publié en 2008 chez Sire Records, et se vend à 49 000 exemplaires à sa première semaine, et atteint la huitième place du Billboard 200. Le groupe se sépare en 2012.

## Biographie

### Formation etEverything in Transit(2004–2007)
L'impulsion initiale du projet Jack's Mannequin est Locked Door, un morceau enregistré en décembre 2003 qui, selon Andrew McMahon alors membre du groupe Something Corporate, était trop différent des précédents titres du groupe pour qu'elle en soit l'une de leurs chansons. Il réalisa alors que, si jamais il décidait de le sortir, il le ferait plutôt sur un album solo plutôt que sur un album du groupe. Ce projet ne semblait plus être d'actualité jusqu'à la fin de l'été 2004 où McMahon ainsi que les autres membres de Something Corporate étaient épuisés de longs mois de tournée. C'est alors que le groupe décida de faire une pause temporaire. Pendant ce break, McMahon enregistra un titre avec le groupe Hidden in Plain View sur leur album  Life in Dreaming en tant que pianiste en assurant également les chœurs, ainsi que deux morceaux sur l'album de Tommy Lee, Tommyland: The Ride.
Pendant que l'autre compositeur et guitariste de Something Corporate, Josh Partington créait son propre groupe Firescape, McMahon commence à écrire des morceaux en sachant qu'ils ne seraient pas assimilés à Something Corporate. Comme ces derniers commençaient à prendre forme, McMahon décide de payer leur production de sa propre poche, aboutissant finalement à un accord avec le label Maverick Records. Le premier album du groupe : Everything in Transit parait en août 2005 et est applaudi par la critique. Une tournée estivale était alors pour accompagner la sortie de l'album mais dut être annulée à cause d'une leucémie lymphoblastique aiguë diagnostiquée chez Andrew McMahon
Le nom du groupe Jack's Mannequin vient du titre de l'une des chansons composées par McMahon intitulée Dear Jack, écrite au sujet de l'un de ses amis dont le frère était atteint d'une leucémie infantile, mais qui en fin de compte ne sera pas retenue sur la version finale de l'album. En juin 2006, Jack's Mannequin entame une tournée de deux mois autour des États-Unis avec le groupe Of a Revolution. Pendant l'été 2007, le groupe retourne en studio pour enregistrer leur prochain album. Le 6 août 2007, McMahon dévoile les paroles d'une nouvelle chanson intitulée Cellular Phone sur son blog qui sera jouée lors d'un live à Lollapalooza en 2007.

### The Glass Passenger(2007–2009)
Le groupe commence à enregistrer son deuxième album en été 2007. En août 2007, McMahon poste les paroles de la chanson Cellular Phone sur son blog que le groupe joue en live à plusieurs concerts entre 2007 et 2008. Aussi, en février 2008, des vidéos de leurs performances de deux chansons (Caves et Suicide Blonde) sont publiées sur YouTube. McMahon apparait sur la couverture de janvier 2008 du magazine Alternative Press.
Leur nouvel album, The Glass Passenger, devait être publié le 22 avril 2008, mais sa date de sortie est repoussée au 3 juin, puis au 30 septembre 2008.
l'EP The Ghost Overground est publié sur iTunes le 5 août 2008. L'EP comprend deux chansons issues de l'album, The Resolution  et Bloodshot, et deu chansons live de Everything in Transit. Un autre EP, In Valleys, est publié sur iTunes le 9 septembre. Le 28 août 2008, Andrew révèle l'écriture d'une vidéo par Stephenie Meyer, celle de The Resolution, qui sera prête à être tournée la semaine prochaine McMahon explique que ce tournage était très intéressant. Le 3 septembre 2008, Jack's Mannequin est annoncé en tête d'affiche pour une tourné en soutien de l'album à la fin de l'année.
Le 4 octobre 2009, McMahon commence une tournée solo pour la lutte contre la leucémie et en soutien au documentaire Dear Jack diffusé le 3 novembre 2009.

### People and Thingset séparation (2010–2012)
Lors d'un entretien avec Alternative Press, Andrew révèle un nouvel album studio au printemps 2010. Le chanteur de Relient K, Matt Thiessen, contribuera à quatre chansons de l'album de Jack's Mannequin. Trois de ces chansons, Amy, I, People, Running, et Platform Fire, sont issues de l'album. Il est publié le 4 octobre 2010.  McMahon débute une nouvelle chanson intitulée Restless Dream pendant une tournée australienne acoustique en février 2011. Le 21 mars 2011, McMahon envoie un e-mail à ses fans annonçant une tournée avec Guster et le titre du troisième opus de Jack's Mannequin, 'People and Things. Le 19 juillet 2011, ils annoncent la sortie de People and Things pour le 4 octobre 2011. Le premier single, My Racing Thoughts, est publié le 2 août 2011.
Le 2 février 2012, McMahon annonce la fin du groupe. En septembre 2012, Jack's Mannequin est annoncé pour un dernier concert au Dear Jack Benefit le 11 novembre 2012 à Los Angeles. Le concert se joue à guichet fermé. Le 30 novembre 2015, McMahon annonce une brève réunion de Jack's Mannequin pour une tournée Everything in Transit intitulée Ten Years in Transit. La formation comprend McMahon, Bobby « Raw » Anderson, Jay McMillan, et Mikey « The Kid » Wagner, avec Zac Clark aux claviers.

## Membres

### Membres actuels
- Andrew McMahon - chant, piano, guitare rythmique (2005–2012, 2016)
- Bobby « Raw » Anderson - guitare solo, chœurs (2005–2012, 2016)
- Mikey « The Kid » Wagner - basse, chœurs (2010–2012, 2016)
- Jay McMillan - batterie, percussions (2005–2012, 2016)

### Membre de tournée
- Zac Clark - claviers (2016)

### Anciens membres
- Jonathan 'Dr. J' Sullivan - basse (2005–2010)

## Discographie

### EP
- 2005 : Holiday from Real/Kill the Messenger

### Autres morceaux
- 2005 : Lonely for Her paru sur la version iTunes Store de Everything in Transit
- 2005 : The Lights and Buzz paru sur iTunes Store
- 2006 : Meet Me at My Window paru Sound of Superman, la bande originale de Superman Returns
- 2006 : Last Straw paru sur une version téléchargeable pré-réalisé de Everything in Transit
- 2007 : Bruised (version acoustique) paru sur Fearless Record's Punk Goes Acoustic 2
- 2008 : Bruised (Remix) paru sur Snakes on a Plane: The Album
- God paru sur Instant Karma: The Amnesty International Campaign to Save Darfur
- Cellular Phone interprété au Lollapalooza
- Katie interprété pendant le Tour for the Cure
- La La Lie (version de West Coast Winter) paru sur Punk the Clock 3: Property of Gentlemen
- 2012 : Chimes of Freedom: Songs of Bob Dylan Honoring 50 Years of Amnesty International (reprise de Mr. Tambourine Man de Bob Dylan)